# Hagaviken, Luleå kommun
Hagaviken är en småort i Nederluleå socken i  Luleå kommun i Norrbotten. Hagaviken ligger på Hertsön cirka 2 km nordöst om bostadsområdet Hertsön.